# Bracon lineatus
Bracon lineatus är en stekelart som beskrevs av Gaspard Auguste Brullé 1846. Bracon lineatus ingår i släktet Bracon och familjen bracksteklar. Inga underarter finns listade.